# سعید عزیزیان
سعید عزیزیان (زاده ۲۵ آذر ۱۳۴۴) بازیکن سابق و مربی فوتبال اهل ایران است. او سابقه بازی در باشگاه‌های پرسپولیس و استقلال را دارد.

## دوران بازی

### استقلال تهران
او در فصل ۱۹۸۹ توسط غلامحسین مظلومی به تیم اصلی استقلال اضافه شد و کل فصل را برای این تیم بازی کرد.

### پرسپولیس تهران
عزیزیان در سال ۱۹۹۰، در انتقالی جنجالی، به پرسپولیس پیوست و به واسطه بازی‌های درخشانی که داشت توسط علی پروین به تیم ملی دعوت شد.

### تیم ملی
وی در دو بازی دوستانه در برابر تیم‌های ملی لهستان و شوروی به میدان رفت.

### مصدومیت
در تمرین، فرامرز میرزائی مهاجم پرسپولیس باعث شکستگی ساق پای او شد. عزیزیان که در این زمان ۲۶ ساله بود شروع به معالجه استخوان پایش با پلاتین کرد و سرانجام در سال ۱۳۷۳ در حالی که ۲۹ ساله بود، پس از سه سال، ادامه فوتبالش را از تیم راه‌آهن شروع کرد، در سال ۱۳۷۴ به ذوب‌آهن پیوست و در سال ۱۳۷۶ به عضویت تیم فجر سپاسی شیراز درآمد. او در سال ۱۳۷۷ و در سن ۳۳ سالگی به تیم ملی برگشت و البته تا سن ۴۰ سالگی به بازی ادامه داد.